# لشکر ۲ پیاده (کره شمالی)
لشکر ۲ پیاده (انگلیسی: 2nd Division) لشکر پیاده‌نظام نیروی زمینی ارتش خلق کره است، که در سال ۱۹۴۶ تأسیس شد.
لشکر دوم پیاده‌نظام، یک تشکیلات نظامی از ارتش خلق کره (کره شمالی) بود که در طول جنگ کره جنگید. زمان تشکیل اولیه این واحد مشخص نیست، با این حال، اعتقاد بر این است که بین سال‌های ۱۹۴۶ تا ۱۹۴۷ تشکیل شده است. این لشکر رسماً در فوریه ۱۹۴۸ در نامان تحت فرماندهی سرلشکر کانگ کون با مجموع ۱۴۰۰۰ سرباز فعال شد.